# Путевая Усадьба 23 километр
Путевая Усадьба 23 км — упразднённый в 2001 году населённый пункт в Кольском районе Мурманской области России. Входил в сельское поселение Тулома. В настоящее время постоянного населения нет.

## История
Назван по километровой отметке на железной дороге Санкт-Петербург — Мурманск.
Посёлок появился при строительстве железной дороги. В нём жили железнодорожники, обслуживающие путевую инфраструктуру, и их семьи.
Законом Мурманской области № 283-01-ЗМО от 4 июля 2001 года населённый пункт был упразднён в связи с отсутствием проживающего населения.

## Инфраструктура
Путевое хозяйство Мурманского отделения Октябрьской железной дороги.
Посёлок сельского типа Путевые усадьбы 23 км обслуживается почтовым отделением  184380. 